# Lord's (stanice metra v Londýně 1868–1939)
Lord's byla stanice londýnského metra nacházející se v lokalitě St. John's Wood v severozápadním Londýně.
Byla otevřena v roce 1868 železnicí Metropolitan Railway na její trati St. John's Wood Railway, která je nyní součástí linky metra Metropolitan Line. Stanice byla během celé své historie známa pod několika různými jmény. V době svého uzavření v roce 1939 nesla jméno převzaté od nedalekého kriketového stadionu Lord's Cricket Ground.

## Historie
Stanice byla otevřena 13. dubna 1868 pod názvem St. John's Wood Road. Byla postavena na trati St. John's Wood Railway, která byla prvním prodloužením železnice Metropolitan Railway (MR – předchůdce současné linky metra Metropolitan Line) ze stanice Baker Street na sever do stanice Swiss Cottage. Stanice byla umístěna na křižovatce ulic St. John's Wood Road, Wellington Road a Park Road.
Původní budova stanice byla stísněná a nebyla schopná zvládat nárazový nápor cestujících během zápasů na nedalekém kriketovém stadionu Lord's Cricket Ground. V letech 1924–1925 byla proto zbourána a znovu postavena podle návrhu Charlese W. Clarka, architekta společnosti Metropolitan Railway. Nová budova byla větší a uzavřela prostor nad nástupišti betonovou deskou, aby vytvořila parkovací garáž pod původní zasklenou střechou nad nástupišti. Po jejím znovuotevření 1. dubna 1925 bylo jméno stanice zkráceno na St. John's Wood. Nakonec se 11. června 1939 jméno stanice znovu změnilo, a sice na Lord's.

## Uzavření stanice
V polovině 30. let 20. století začala linka Metropolitan Line trpět zahlcením na jižním konci své hlavní trasy, kde vlaky z mnoha jejích větví (větve Watford, Amersham, Chesham, Uxbridge a Stanmore) musely sdílet omezené kapacity kritického úseku tratě mezi stanicemi Finchley Road a Baker Street. Pro zmírnění této kongesce byl vybudován nový ražený tunel mezi stanicí Finchley Road a tunely linky Bakerloo Line ve stanici Baker Street. V souvislosti s tím byly od 20. listopadu 1939 stanice větve Stanmore linky Metropolitan Line převedeny na linku Bakerloo Line a přesměrovány do nových ražených tunelů do stanice Baker Street, čímž se snížil počet vlaků používajících tratě linky Metropolitan Line na tomto kritickém úseku.
Na novém raženém úseku větve Stanmore linky Bakerloo Line byla otevřena nová ražená stanice St. John's Wood, která nahradila podpovrchovou stanici Lord's na lince Metropolitan Line.
Podle původního záměru ředitelství metra měla být stanice Lord's uzavřena pro normální provoz a otevřena pouze pro zvládnutí náporu cestujících v době konání kriketových zápasů. Zahájení druhé světové války tento plán zhatilo a stanice byla trvale uzavřena 19. listopadu 1939.
Budova stanice přežila až do konce 60. let 20. století, kdy byla stržena. Na jejím místě nyní stojí hotel.

## Další uzavřené stanice na tomto úseku
Dalšími stanicemi linky Metropolitan Line uzavřenými v souvislosti s otevřením raženého tunelu linky Bakerloo Line (nyní linka Jubilee Line), kterými vlaky linky Metropolitan Line pouze projíždějí, jsou:
- Marlborough Road
- Swiss Cottage